# Américo Tesoriere
Américo Miguel Tesoriere (Buenos Aires, 18 de março de 1899 — 30 de dezembro de 1977) foi um futebolista argentino que atuou como goleiro.
Seu sobrenome, em sua época, costumava ser escrito como "Tesorieri"; era como os imigrantes genoveses, bastante numerosos em La Boca, grafavam e pronunciavam seu sobrenome.

## Carreira
Tesorieri iniciou a carreira no Boca Juniors em 1916, saindo apenas em 1921 para uma breve passagem pelo modesto Sportivo del Norte. Mas foi no Boca onde viveu seus melhores momentos e jogou durante praticamente toda a carreira. Por este clube, atuou em 144 partidas, entre 1916 e 1927. Foi um dos maiores ídolos do clube, tendo nascido inclusive próximo a onde futuramente se localizaria La Bombonera.
No Boca, ganhou cinco títulos amadores e outros oito em Copas da época, sendo o atleta mais vitorioso do clube até o século XXI. Adorado pela torcida, foi o primeiro goleiro na Argentina a ter um cântico para si: "Tenemos un arquero que es una maravilla, ataja los penales sentado en una silla" ("temos um goleiro que é uma maravilha, defende os pênaltis sentado em uma cadeira"). Foi também o primeiro jogador a aparecer sozinho em uma capa da revista El Gráfico, em 1922.
Pela Seleção Argentina de Futebol, jogou 38 vezes entre 1919 e 1925, conquistando duas vezes o campeonato sul-americano (atual Copa América): em 1921 e 1925.[carece de fontes?]

## Títulos
Boca Juniors
- Campeonato Argentino: 5 (1919, 1920, 1923, 1924 e 1926) [1]
- Copa Ibarguren: 3 [1]
- Copa Competencia: 2 [1]
- Tie Cup: 1 [1]
- Copa de Honor: 1 [1]
- Copa Estímulo: 1 [1]

Seleção Argentina
- Copa América: 2 (1921 e 1925)